# 二坪镇
二坪镇，是中华人民共和国重庆市铜梁区下辖的一个乡镇级行政单位。

## 行政区划
二坪镇下辖以下地区：
兴隆社区、二郎村、隘口村、狮子村、中山村、严家村和三房村。